# 栗德萃
栗德萃，中华人民共和国政治人物。
担任有色冶金设计总院副总工程师。1954年，当选第一届全国人民代表大会代表。